# Юлий (генерал)
Вижте пояснителната страница за други личности с името Юлий.
Юлий (Iulius) е военачалник на Източната Римска империя през 4 век.
През 371–378 г. e magister equitum et Peditum на Изток per Praetorian prefecture Orientem при император Валент. 